# Усин Керим
 Тази статия е за българския поет.  За литературната награда вижте Усин Керим (награда).  
Усин Керим е български поет и журналист.

## Биография
Роден е на 26 юли 1928 година в Тетевен в циганско семейство. През 1946 година завършва средно училище в родния си град, където през 1949 – 1951 година работи в дърводобива. Първото му стихотворение е публикувано през 1948 година в ученически вестник и привлича вниманието на училищен инспектор, който го свързва с писателя и партиен функционер Георги Караславов.
През 1954 година с личното съдействие на бъдещия диктатор Тодор Живков е назначен за кореспондент на вестник „Отечествен фронт“ в Сливен, през следващите години работи в различни вестници в района на Хасково и Разград и издава няколко стихосбирки. През 1965 година се установява в Чепеларе, откъдето е съпругата му. Заради проблемите му с алкохола за известно време е изключен от Съюза на българските писатели.
Усин Керим умира на 8 юни 1983 година. Почетен гражданин е на Чепеларе (2008, посмъртно). Заслужил деятел на културата (1983).